# Darapsa cnotus
Darapsa cnotus är en fjärilsart som beskrevs av Jacob Hübner 1823. Darapsa cnotus ingår i släktet Darapsa och familjen svärmare. Inga underarter finns listade i Catalogue of Life.